# Кадарское наречие
Кадарское наречие (Гъадаран лугъат) — наречие севернодаргинского языка, одного из даргинских языков, который характеризуется специфическими фонетическими, морфологическими, лексическими и синтаксическими особенностями. Традиционно рассматривается как диалект единого даргинского языка.

## Распространение
Наречие распространено в селениях юго-восточной части Буйнакского района: Кадар, Карамахи, Чабанмахи, Чанкурбе, Качкалык и Ванашимахи.
Общее число говорящих около 20 тысяч человек.
Выделяют три говора по названиям местностей:
1. Кадарский;
2. Карамахинский;
3. Чанкурбинский

## Характеристика диалекта
Система согласных кадарского диалекта даргинского языка
| По способу образования | Шумные  | Шумные  | Шумные  | Шумные    | Шумные    | Шумные    | Шумные    | Шумные    | Шумные   | Шумные   | Шумные   | Сонорные | Сонорные  |
| По способу образования | Смычные | Смычные | Смычные | Аффрикаты | Аффрикаты | Аффрикаты | Аффрикаты | Аффрикаты | Спиранты | Спиранты | Спиранты | Оральный | Назальный |
| По месту образования   | Зв.     | Гл.     | Абр.    | Зв.       | Гл.       | Гл.       | Абр.      | Абр.      | Зв.      | Гл.      | Гл.      |          |           |
| Губные                 | б       | п       | пӀ      |           |           |           |           |           | в        | ф        | ф        |          | м         |
| Зубные                 | д       | т       | тӀ      |           | ц         | ц         | цӀ        | цӀ        | з        | с        | с        | л        | н         |
| Шипящие                |         |         |         |           | ч         | ч         | чӀ        | чӀ        | ж        | ш        | ш        | р        |           |
| Среднеязычные          |         |         |         |           |           |           |           |           | (г)      | хь       | хь       | й        |           |
| Заднеязычные           | г       | к       | кӀ      |           |           |           |           |           |          |          |          |          |           |
| Увулярные              |         |         |         | къ        | къ        | хъ        | хъ        | кь        | гъ       | гъ       | x        |          |           |
| Фарингальные           | гӀ      |         |         |           |           |           |           |           |          | хӀ       | хӀ       |          |           |
| Ларингальные           | ъ       | гь      | гь      |           |           |           |           |           |          |          |          |          |           |

Кадарский диалект отличается от других диалектов своеобразием фонетических, морфологических и лексических особенностей.
Кадарский диалект значительно схож с даргинским литературным языком. В этом диалекте 39 согласных и пять исконных гласных, в то время как в диалектах цудахарского типа отмечается около 70 согласных.
В составе согласных в кадарского диалекта нет геминатов, но есть лабиализованные согласные гв, кв.
Есть такие соответствия, как:
- соответствие кадарского е литературному и («красиво» — кадар. жаголе; лит. жагали);
- соответствие кадарского у литературному и («к отцу» — кадар. дудешичу; лит. дудешличи)
- соответствие кадарского а литературному у («сказали же» — кадар. бурибгва (бурибго); лит. бурибгу)
- соответствие кадарскому к в литературном ч в положении перед гласными переднего ряда («куда» — кадар. куна?; лит. чина?)
- материально совпадающие классные показатели кадарского диалекта и отдельных других диалектных единиц даргинского языка функционально не совпадают: классный показатель р в кадарском диалекте выполняет две функции: выражает класс женщин (рурси ракӀиб «девушка пришла») и выражает класс нелюдей во множественном числе (бугъне лер — «быки имеются»); в цудахарском диалекте классный показатель р выражает только класс женщин, (рурси рачӀиб — «девушка пришла», но унце лед — «быки есть»)
- в формах множественного числа функционирует гласный е, соответствующий литературному и («бык» — бугъа, «бычки» — бугъне; «человек» — адам; «люди» — адамле).

Отличается от литературного и система склонения кадарского диалекта, где функционирует только два типа склонения, вместо трех в литературном. Не совпадают окончания ряда падежей кадарского и литературного.
В пласт лексики кадарского диалекта входят слова, заимствованные из арабского, персидского, тюркских и русского языков.
Классифицировав заимствованную лексику кадарского диалекта, исследователи нашли также слова, которые различаются по определённым звукосоответствиям. Нашли так же слова, которые и по форме, и по семантике отличаются от литературного даргинского языка. Таких слов очень мало.